# FOXM1
An Error has occurred retrieving Wikidata item for infobox
FOXM1（forkhead box M1）は、ヒトではFOXM1遺伝子によってコードされているタンパク質である。このタンパク質はFOXファミリーに属する転写因子である。FOXM1は将来的ながん治療標的としての可能性があり、2010年のMolecule of the Yearに選出された。

## 機能
FOXM1は細胞周期の進行に重要な役割を果たしていることが知られており、FOXM1の内在性発現はS期とG2/M期にピークに達する。FOXM1ヌルマウス胚が多倍体の心筋細胞や肝細胞の発生のために新生児致死となることからも、有糸分裂におけるFOXM1の役割が強調される。トランスジェニック/ノックアウトマウス胚線維芽細胞やヒト骨肉腫細胞（U2OS）を用いた研究では、FOXM1はPLK1、CCNB2、NEK2、CENPFなど多様なG2/M期特異的遺伝子の発現を調節しており、また染色体分離やゲノム安定性の維持に重要な役割を果たしていることが示されている。

## アイソフォーム
ヒトでは、FOXM1にはA、B、Cの3つのアイソフォームが存在する。FOXM1Aは遺伝子転写のリプレッサーであることが示されているのに対し、残りのアイソフォーム（BとC）はどちらもアクチベーターである。FOXM1BとFOXM1Cはヒトのがんでアップレギュレーションされていることが明らかにされている。

## がんとの関連
FOXM1遺伝子はがん原遺伝子であることが知られている。FOXM1の異常なアップレギュレーションは基底細胞がんの発がん過程に関与している。FOXM1とその標的の双方のアップレギュレーションは、肝がん、乳がん、肺がん、前立腺がん、子宮頸がん、結腸がん、脳腫瘍を含むヒトの固形腫瘍の大部分で観察されている。
がん形成におけるFOXM1の正確な機構は未解明であるが、FOXM1のアップレギュレーションによって細胞周期や染色体、ゲノムの維持に関して有する複数の役割に異常な変化が生じ、発がんが促進されると考えられている。ヒト皮膚ケラチノサイト初代細胞では、FOXM1のアップレギュレーションによってヘテロ接合性喪失（LOH）やコピー数変化の形でゲノム不安定性が直接的に誘導される。
FOXM1の過剰発現は頭頸部扁平上皮がんの発がん過程の初期イベントに関与している。ヒト口腔ケラチノサイトではニコチンへの曝露によってFOXM1活性が直接的に活性化され、悪性形質転換が誘導されることが示されている。
三次元の器官型培養による上皮組織再生モデルでは、FOXM1のアップレギュレーションによってヒトの上皮過形成で観察されるような過剰増殖表現型が誘導されることが示されている。FOXM1の過剰発現は分化経路に干渉し、幹細胞に内在する自己複製増殖能力を利用して前駆細胞区画の増大をもたらす。そのため、FOXM1は幹細胞や前駆細胞の増殖を介してがんのイニシエーションを誘導すると考えられている。
FOXM1はエピゲノムを調節することが示されている。FOXM1の過剰発現は正常細胞をがん細胞様のエピゲノムへ変化させる。FOXM1の影響を受けるエピジェネティックバイオマーカーは多数同定されており、これらはがん発生初期のエピジェネティックなシグネチャーとしてがんの早期診断や予後の予測に有用となる可能性がある。

## 相互作用
FOXM1はFZR1（Cdh1）と相互作用することが示されている。